# Giuseppe Longhi
Giuseppe Longhi (Monza, 1766. október 13. – Milánó, 1831. január 2.) olasz rézmetsző.

## Élete
Vincenzo Vangelisti rézmetsző tanítványa volt Milánóban, ezután Morghennél tanult Rómában. 1798-ban a milanói Brera tanára lett. Metszetei, a sokszorosító művészet remekei, rendkívüli érzékéről tesznek tanúságot, mellyel a festészet legkülönbözőbb termékeit tökéletes módon volt képes reprodukálni. Ilyenek: Bonaparte Napóleon képmása, Grostól: A zene géniusza, Guido Renitól; Madonna del Dante, Parmeggianinótól; Galatea a kagylón, Albanitól; Menekülés Egyiptomba, Procaccinitól; Sposalizio, Szt. Család, Ezékiel látomása, Madonna del Velo, Rafaellótól; Magdolna, Correggiótól; A bölcsész, Rembrandttól; Enrico Dandolo, Motteinitől; Keresztelő János lefejeztetése, Honthorsttól; Az utolsó ítélet, Michelangelótól. Megírta Michelangelo életrajzát (1816) és a Teoria di Calcografia című könyvet (Milano, 1830).